# Enigma (álbum de Ill Niño)
Enigma es el cuarto álbum de Ill Niño. Lanzado en los Estados Unidos el 11 de marzo de 2008 con la discográfica Cement Shoes Records. El primer sencillo del álbum "The Alibi of Tyrants", fue lanzado en la radio el 22 de abril de 2007. La banda ha declarado que filmarían tres videos musicales del álbum, incluyendo "The Alibi of Tyrants", "Me Gusta La Soledad" y "Pieces of the Sun". El álbum fue creado originalmente para ser lanzado el 17 de julio de 2007, pero se retrasó en varias ocasiones. El álbum está disponible en la mayoría de plataformas de distribución digital incluyendo iTunes.
El álbum debutó y alcanzó su punto máximo en las listas de Billboard en el n.º 145, con ventas de 5000 ejemplares las primeras semanas, una disminución significativa en comparación con sus álbumes anteriores. Hasta el momento, el álbum ha vendido 80 000 copias en todo el mundo. El álbum cuenta con algunos elementos e influencias de metal progresivo.

## Listado de canciones
| N.º | Título                              | Duración |  |
| 1.  | «The Alibi of Tyrants»              | 3:51     |  |
| 2.  | «Pieces of the Sun»                 | 4:18     |  |
| 3.  | «Finger Painting (With the Enemy)»  | 4:07     |  |
| 4.  | «March Against Me»                  | 3:31     |  |
| 5.  | «Compulsion of Virus and Fever»     | 4:25     |  |
| 6.  | «Formal Obsession»                  | 4:18     |  |
| 7.  | «Hot Summer's Tragedy»              | 5:10     |  |
| 8.  | «Me Gusta La Soledad»               | 4:34     |  |
| 9.  | «2012»                              | 4:28     |  |
| 10. | «Guerrilla Carnival»                | 3:46     |  |
| 11. | «Estoy Perdido»                     | 3:36     |  |
| 12. | «Kellogg's, Bombs, & Cracker Jacks» | 4:04     |  |
| 13. | «De Sangre Hermosa»                 | 3:59     |  |

## Edición limitada
| N.º | Título                                               | Duración |  |
| 14. | «Arrastra»                                           |          |  |
| 15. | «Zombie Eaters» (Featuring Chino Moreno of Deftones) |          |  |
| 16. | «Reservation for Two»                                |          |  |
| 17. | «Red Rain»                                           |          |  |
| 18. | «Territorial Pissings»                               |          |  |